# 千葉県道110号郡停車場大須賀線
千葉県道110号郡停車場大須賀線（ちばけんどう110ごう こおりていしゃじょうおおすかせん）は、千葉県香取郡神崎町の成田線下総神崎駅と成田市の国道51号交点を結ぶ一般県道。

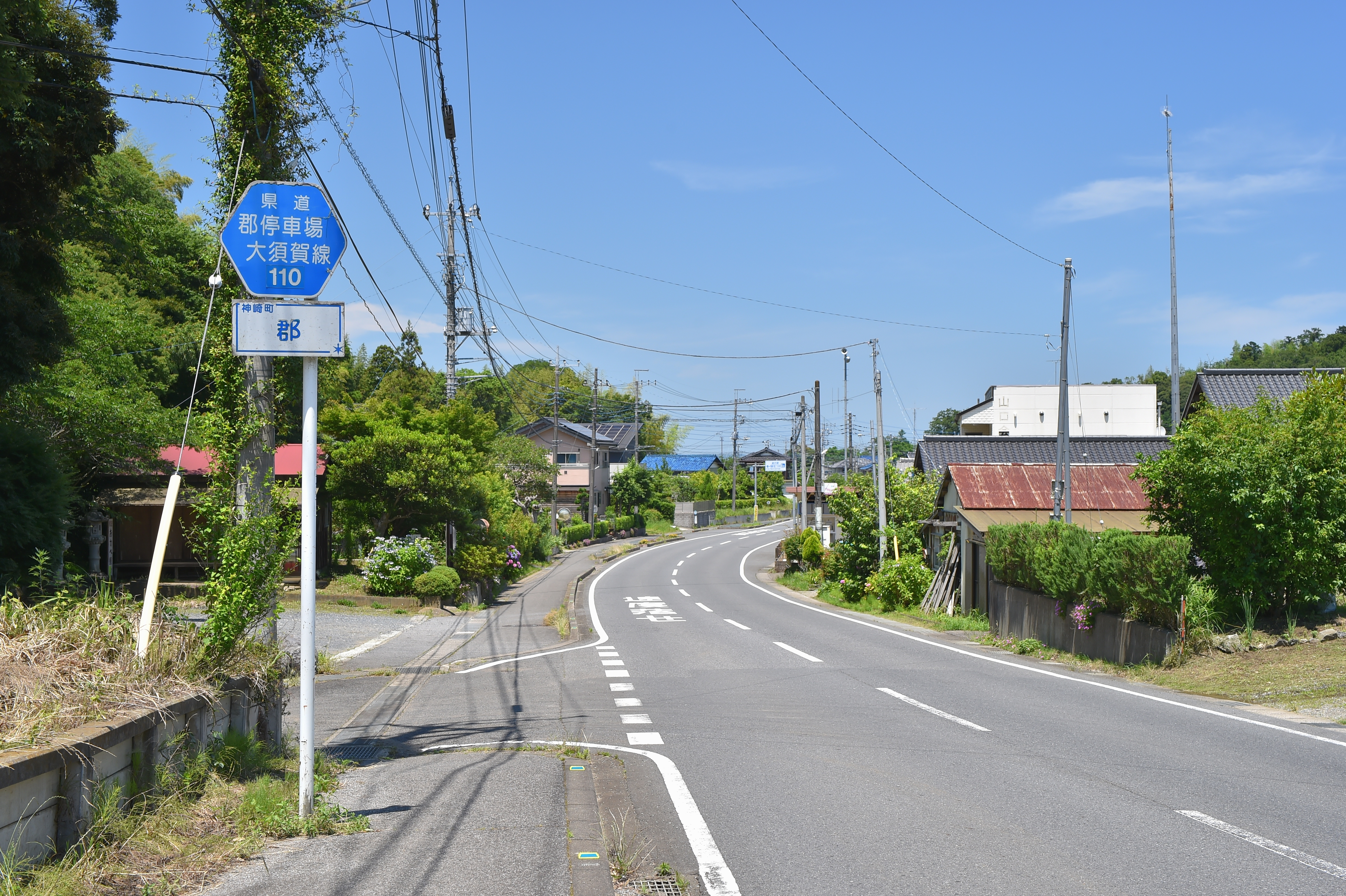
千葉県道110号郡停車場大須賀線・神崎町郡（2023年6月）

## 概要
路線名になっている「郡駅」は1957年（昭和32年）に「下総神崎駅」に改称したが、当路線の名称は駅名改称から半世紀以上経過した2013年現在も旧名のままとなっている。

### 路線データ
- 起点：香取郡神崎町郡（JR成田線下総神崎駅前）
- 終点：成田市伊能（伊能交差点、国道51号交点）
- 総延長：11.897 km（成田土木事務所管内：4.052 km[1]、香取土木事務所管内：7.846 km[2]）
- 重用延長：1.130 km（成田土木事務所管内：0.0 km、香取土木事務所管内：1.130 km）
- 未供用延長：なし（成田土木事務所管内：0.0 km、香取土木事務所管内：0.0 km）
- 実延長：10.768 km（成田土木事務所管内：4.052 km[1]、香取土木事務所管内：6.716 km[2]）
- 認定年月日：1955年（昭和30年）3月4日
- Google マップ

## 地理

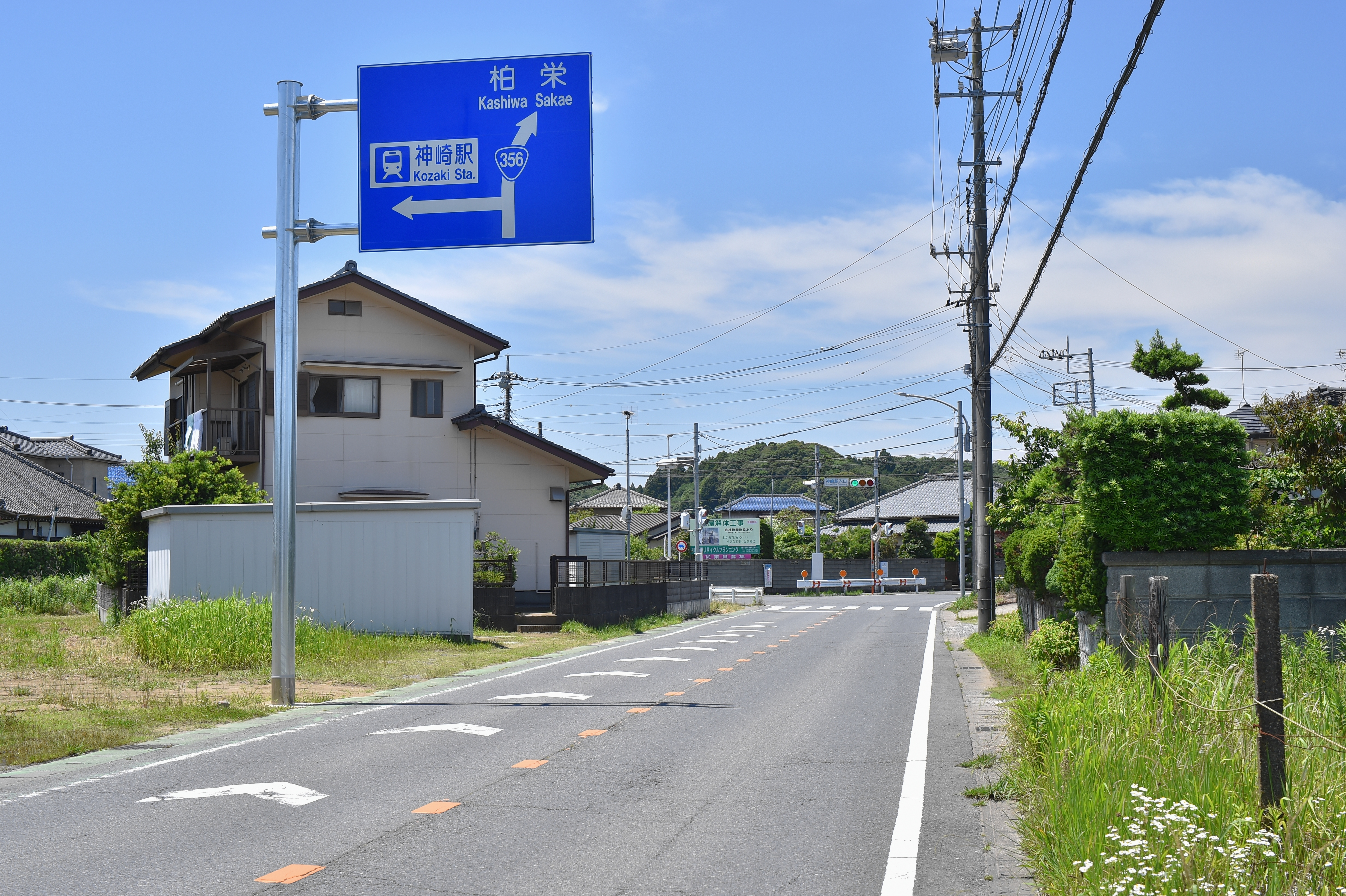
重複区間の国道356号旧道（神崎町郡の神崎駅入口交差点付近：2023年6月）

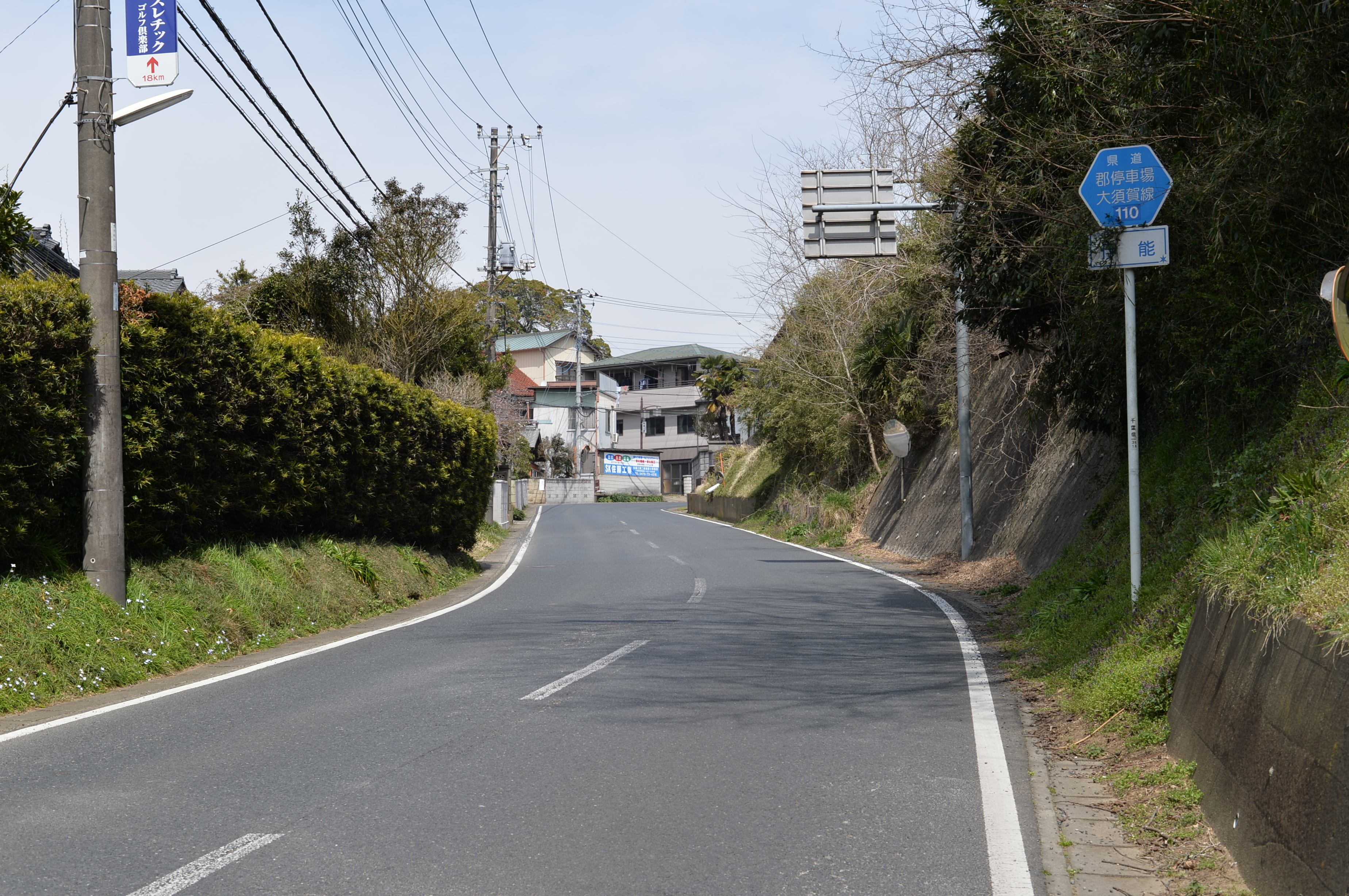
千葉県道110号郡停車場大須賀線
成田市伊能（2015年3月）

### 通過する自治体
- 千葉県
  - 香取郡神崎町 - 成田市

### 交差する道路
- 千葉県香取郡神崎町
  - 国道356号（神崎駅入口交差点）
  - 国道356号（郡駐在所横交差点）
- 千葉県成田市
  - 国道51号（伊能交差点）

### 沿線

#### 神崎町
- 下総神崎駅
- 成城台団地
- 神崎町立米沢小学校
- 神崎工業団地
- 神崎カントリークラブ

#### 成田市
- 長太郎カントリークラブ
- エホバの証人の千葉大会ホール
- 大須賀神社